# Opolski Festiwal Skoków 2022
XVI Opolski Festiwal Skoków – 16. edycja zawodów lekkoatletycznych, która odbyła się 25 czerwca 2022 roku na Stadionie im. Opolskich Olimpijczyków w Opolu. Zawodnicy brali udział w konkurencji skoku wzwyż.

## Wyniki
| Konkurencja              | 1. miejsce        | Wynik  | 2. miejsce                                               | Wynik  | 3. miejsce      | Wynik  |
| Skok wzwyż mężczyzn      | Norbert Kobielski | 2,27 m | Edgar Rivera                                             | 2,27 m | Andrij Procenko | 2,22 m |
| Skok wzwyż kobiet        | Oksana Okuniewa   | 1,94 m | Iryna Heraszczenko                                       | 1,90 m | Adrianna Sułek  | 1,86 m |
| Skok wzwyż juniorów U-16 | Ołeh Kowalczuk    | 1,71 m | Tomasz Harz                                              | 1,71 m |                 |        |
| Skok wzwyż juniorek U-16 | Julia Gajda       | 1,55 m | Jagoda Downer                                            | 1,55 m | Hanna Kobacka   | 1,55 m |
| Skok wzwyż juniorów U-18 | Jakub Stefanek    | 1,76 m | Mateusz Rokosz                                           | 1,61 m |                 |        |
| Skok wzwyż juniorek U-18 | Maja Kleszno      | 1,60 m | Paulina Ślusarczyk Aleksandra Raróg Małgorzata Jaśkaczek | 1,55 m |                 |        |
| Skok wzwyż juniorów U-20 | Dmytro Zujew      | 2,00 m | Wojciech Siwakowski                                      | 1,71 m | Marcin Kałwak   | 1,61 m |
| Skok wzwyż juniorek U-20 | Anna Gałka        | 1,62 m |                                                          |        |                 |        |